# Jessica Wik
Jessica Marie Samuelsson, coniugata Wik (Norrköping, 30 gennaio 1992), è una calciatrice svedese, difensore del Rosengård e della nazionale svedese.

## Carriera

### Club
Jessica Samuelsson si appassiona al calcio fin dalla giovane età, decidendo di tesserarsi con l'Åby IF, società polisportiva di Åby, località nel comune di Norrköping, contea di Östergötland, che gestisce formazioni di calcio a 11 maschili e femminili; dopo aver giocato nelle sue formazioni giovanili decide di trasferirsi allo Smedby AIS, giocando nella sua squadra di calcio femminile per tre stagioni, dal 2007 al 2009, in Division 2
Nell'inverno 2009 coglie l'occasione offertale dal Linköpings per giocare in Damallsvenskan, il livello di vertice del campionato svedese di categoria, dalla stagione 2010. Il contratto stipulato, inizialmente annuale e con un'opzione per lo Smedby AIS, venne reso triennale al termine della stagione.
Da allora ha vestito ininterrottamente la maglia della società di Linköping, vincendo due Svenska Cupen e una Supercupen, tranne che nell'inverno 2013-2014 dove, ceduta con la forma del prestito al Melbourne Victory al termine del campionato nazionale, gioca in W-League contribuendo alla vittoria del campionato della squadra di Melbourne.
Nell'estate 2017 ha lasciato il Linköping per trasferirsi nella squadra inglese dell'Arsenal.

### Nazionale
Samuelsson viene convocata dalla Federazione calcistica della Svezia (Svenska Fotbollförbundet - SvFF) per vestire le maglie delle nazionali giovanili fin dal 2008, dove debutta in un incontro ufficiale UEFA con la formazione Under-17 l'8 aprile 2009, nella partita vinta per 5-0 sulle pari età dell'Ucraina valida per il secondo turno alle qualificazioni dell'edizione 2009 del campionato europeo di categoria.
Grazie ai risultati offerti viene inserita in rosa nella Under-20 che affronta l'edizione di Germania 2010 del Campionato mondiale femminile under 20 di calcio. In quell'occasione viene impiegata una sola volta, il 20 luglio, nell'incontro vinto dalla Svezia sulla Corea del Nord per 3-2.
In seguito gioca con la formazione Under-19, squadra con la quale si laurea campione d'Europa in Turchia nel 2012 battendo in finale le avversarie della Spagna.
Grazie alle prestazioni offerte, nel 2011 viene convocata con la nazionale maggiore, con la quale debutta il 22 novembre 2011 nella partita persa per 2-1 con le avversarie del Canada.
Il nuovo ct della nazionale Pia Sundhage continua a convocarla per le partite alle qualificazioni e alle fasi finali dell'europeo di Svezia 2013 e del mondiale di Canada 2015.
Inserita in rosa nella formazione che rappresenta la Svezia nel torneo di calcio femminile ai Giochi della XXXI Olimpiade di Rio 2016, dove raggiunge la finale del 19 agosto 2016.

## Palmarès

### Club
- Campionato inglese: 1

Arsenal: 2018-2019
- Campionato svedese: 4

Linköping: 2016
Rosengård: 2019, 2021, 2022
- Campionato australiano: 1

Melbourne Victory: 2013-2014
- Coppa di Svezia: 3

Linköping: 2013-14, 2014-15
Rosengård: 2021-2022
- Supercoppa svedese: 1

Linköping: 2010

### Nazionale
- Argento olimpico: 1

Rio de Janeiro 2016
- Campionato europeo femminile under 19 di calcio: 1

2012